# Pfarrhaus Kirchstraße 16
Das Pfarrhaus Kirchstraße 16 im Zentrum der niedersächsischen Gemeinde Heeslingen wurde in der zweiten Hälfte  des 19. Jahrhunderts gebaut. Aktuell (2025) wird es zum Wohnen und als Kirchenbüro der ev.-luth. Kirchengemeinde Heeslingen genutzt.
Das Gebäude steht unter Denkmalschutz (siehe auch Liste der Baudenkmale in Heeslingen).

## Geschichte und Beschreibung
Heeslingen wurde 961 erstmals erwähnt und gehört zur heutigen Samtgemeinde Zeven im Landkreis Rotenburg (Wümme). Die Kirche St. Vitus erstand um 961 für das ehemalige Kloster Heeslingen als romanischer Feldsteinbau; sie erhielt 1897 einen quadratischen neugotischen Turm als Ersatz für einen im Wappen dargestellten alten Rundturm.
Das eingeschossige traufständige Gebäude in Backstein, mit ziegelgedecktem Satteldach wurde im letzten Drittel des 19. Jahrhunderts gebaut. Bei der symmetrischem Fassade hat der mittige Eingang einen eigenen Giebel mit Freigespärre und dem Kreuz am First. Ansonsten wurde die Fassade zurückhaltend gestaltet mit Dachgesims, Lisenen sowie Fenstern und Nischen mit Segmentbögen.